# 東和泉 (成田市)
東和泉（ひがしいずみ）は、千葉県成田市の大字。郵便番号286-0826。

## 地理
北は大生、北東は成毛、東は小泉、南東は新泉、西和泉、南は野毛平、西は西和泉に隣接している。

## 世帯数と人口
2017年（平成29年）10月31日現在の世帯数と人口は以下の通りである。
| 大字   | 世帯数 | 人口 |
| ------ | ------ | ---- |
| 東和泉 | 28世帯 | 74人 |

## 小・中学校の学区
市立小・中学校に通う場合、学区は以下の通りとなる。
| 番地 | 小学校               | 中学校             |
| ---- | -------------------- | ------------------ |
| 全域 | 成田市立美郷台小学校 | 成田市立成田中学校 |

## 施設
- 東和泉青年館
- 成田富里いずみ清掃工場
- 野毛平街区公園
- いずみ聖地公園
- 星神社
- 養泉寺

## 交通

### 鉄道
同地には鉄道駅はないが、コミュニティバスを利用して京成成田駅、久住駅に行くことができる。

### バス
- 成田市コミュニティバス[6][7]
  - 大室・小泉ルート（運行会社：千葉交通）[8][9]
    - （35成毛入口） - 36東和泉坂下 - 37東和泉青年館 - （38熊野神社 - 41大生入口） - 40いずみ聖地公園 - （41大生入口）

### 道路
- 国道
  - 国道51号
- 主要地方道
  - 千葉県道63号成田下総線